# Prionodon luteovirens
Prionodon luteovirens là một loài Rêu trong họ Prionodontaceae. Loài này được (Taylor) Mitt. miêu tả khoa học đầu tiên năm 1869.